# Battista Pisa
Battista Pisa (Brescia, 1894 – Brescia, 20 dicembre 1962) è stato un calciatore e imprenditore italiano, di ruolo difensore.

## Biografia
Figlio di Pietro, ottenne il diploma di perito edile. Con i fratelli Ferruccio, geometra, Emilio e Riccardo (entrambi ingegneri), portò avanti, parallelamente all'attività di calciatore, l'azienda di famiglia. Tra i progetti della ditta vi furono la costruzione del primo tratto di via Oberdan a Brescia, della Torre della Rivoluzione in piazza Vittoria e di varie strade e ponti in Somalia, dove perì il fratello Riccardo.
Partecipò alla prima guerra mondiale.

## Carriera
Esordì nel Foot Ball Club Brescia nella prima gara ufficiale della storia dello stesso: il 12 maggio 1912, a Milano, contro il Savoia Milano, nella vittoria per 3-2 valida per la finale del campionato di Terza Categoria (la semifinale con la Trevigliese non fu disputata per il ritiro della stessa).
Disputò 12 gare nel campionato di Prima Divisione 1922-1923. Nella carriera di calciatore con il Foot Ball Club Brescia ha giocato 79 partite e realizzato 2 reti.
Chiusa la carriera di calciatore divenne dirigente della società bresciana, come membro del Comitato di Reggenza della stessa.